# دهستان تارواستو
دهستان تارواستو (به لاتین: Tarvastu Parish) یک دهستان در استونی است که در شهرستان ویلیاندی واقع شده‌است.

## خصوصیات
دهستان تارواستو ۴۰۹٫۰۰ کیلومترمربع مساحت و ۴٬۲۱۶ نفر جمعیت دارد.